# Parasesarma prashadi
Parasesarma prashadi is een krabbensoort uit de familie van de Sesarmidae. De wetenschappelijke naam van de soort is voor het eerst geldig gepubliceerd in 1937 door Chopra & Das.